# CB4
Pour plus de détails, voir Fiche technique et Distribution.
CB4 est un film américain réalisé par Tamra Davis et sorti en 1993. Le film suit un groupe de rap fictif, nommé d'après le quartier pénitentiaire où il s'est formé (Cell Block 4).

## Synopsis
Trois jeunes amis et apprentis rappeurs, Albert, Euripides et Otis, cherchent à se faire connaitre. Pour cela ils font appel à Gusto, patron de boîte de nuit, mais celui-ci est mis en prison, et est persuadé que c'est le trio qui en est responsable. Albert en profite pour prendre son identité, devient MC Gusto, et forme le groupe « CB4 ».

## Fiche technique
- Réalisation : Tamra Davis
- Producteur : Nelson George
- Scénario : Chris Rock, Nelson George, Robert LoCash
- Lieu de tournage : Los Angeles
- Musique : John Barnes
- Distributeur : Universal Pictures
- Gains : $17.953.778[1]
- Durée : 89 minutes
- Date de sortie :
  - États-Unis : 12 mars 1993

## Distribution
- Chris Rock (VF : Serge Faliu) : Albert / MC Gusto
- Allen Payne
- Deezer D
- Khandi Alexander
- Phil Hartman
- Chris Elliott
- Charlie Murphy (VF : Pascal Renwick) : Gusto
- Ice-T (VF : Lionel Henry) : lui-même
- Wayne 'Crescendo' Ward (VF : Marc Alfos) : client de snack-bar
- Rachel True (VF : Maïk Darah) : Daliha